# Zeralda
Zeralda är en ort i Algeriet.   Den ligger i provinsen Tipaza, i den norra delen av landet, 18 km väster om huvudstaden Alger. Zeralda ligger 30 meter över havet och antalet invånare är 17 563.
Terrängen runt Zeralda är platt åt nordost, men åt sydväst är den kuperad. Havet är nära Zeralda åt nordväst. Runt Zeralda är det ganska tätbefolkat, med 166 invånare per kvadratkilometer. Närmaste större samhälle är Alger, 18,3 km öster om Zeralda. Trakten runt Zeralda består till största delen av jordbruksmark.